# Løjt Sogn
 Ikke at forveksle med Løjt Sogn (Sydslesvig).
Løjt Sogn er et sogn i Aabenraa Provsti (Haderslev Stift).
Løjt Sogn hørte til Rise Herred i Aabenraa Amt. Løjt sognekommune blev ved kommunalreformen i 1970 indlemmet i Aabenraa Kommune.
I Løjt Sogn ligger Løjt Kirke.
I sognet findes følgende autoriserede stednavne:
- Arnbjerg (areal)
- Avbæk (bebyggelse)
- Barsmark (bebyggelse, ejerlav)
- Barsmark Strand (bebyggelse)
- Barsø (areal, bebyggelse, ejerlav)
- Barsø Landing (bebyggelse)
- Bassehuse (bebyggelse)
- Bjergholt (bebyggelse)
- Blåsholm (bebyggelse)
- Bodum (bebyggelse, ejerlav)
- Bodum Mark (bebyggelse)
- Brunsgårde (bebyggelse)
- Bøgelundsbæk (bebyggelse)
- Dimen (bebyggelse)
- Drengesgård (bebyggelse)
- Dybvighoved (bebyggelse)
- Dyrhave (bebyggelse, ejerlav)
- Elbjerg (bebyggelse)
- Fasbro (bebyggelse)
- Fladsten (bebyggelse)
- Gennerhule (bebyggelse)
- Hellet (bebyggelse)
- Holm (bebyggelse)
- Høgebjerg (bebyggelse, ejerlav)
- Hønborg (bebyggelse)
- Ildenbjerg (bebyggelse)
- Knudshoved (areal)
- Lammesbjerg (bebyggelse)
- Løjt Kirkeby (bebyggelse, ejerlav)
- Løjt Skovby (bebyggelse, ejerlav)
- Løjtkloster (bebyggelse)
- Nørby (bebyggelse, ejerlav)
- Nørreskov (bebyggelse)
- Povlsgård (bebyggelse)
- Rævskrog (bebyggelse)
- Skadesgård (bebyggelse)
- Skarrev (bebyggelse)
- Skovby Mark (bebyggelse)
- Smedebjerg (bebyggelse)
- Snorhave (bebyggelse)
- Spramshuse (bebyggelse)
- Stentoft (bebyggelse)
- Stollig (bebyggelse, ejerlav)
- Sønderskov (bebyggelse)
- Trekroner (bebyggelse)
- Trendbjerg (areal)
- Vennelyst (bebyggelse)
- Vestermark (bebyggelse)

## Afstemningsresultat
Folkeafstemningen ved Genforeningen i 1920 gav i Løjt Sogn 1.119 stemmer for Danmark, 353 for Tyskland. Af vælgerne var 153 tilrejst fra Danmark, 101 fra Tyskland. 